# لپک
ماهی خیاطه ( لپک )
نام انگلیسی: Spirlin
نام علمی: Alburnoides bipunctatus ( Bloch، 1782 )
پراکنش در ایران: حوضه دریای خزر دریاچه ارومیه دریاچه نمک و حوضه رودخانه‌های کر، دجله و کارون، زاینده رود و تجن. گهگاهی در قنات‌ها هم صید می‌شود.

ویژگیهای مرفولوژیک: بدن برآمده، دهان میانی و شکاف دهان افقی است. دندان حلقی دو ردیفی ( ۴،۲-۲،۵یا ۵،۲-۲،۵ ) بیشینه درازا ۱۴٫۵( میانگین ۷٫۸ ) سانتی متر؛ بیشینه وزن ۲۰( میانگین ۴٫۳ ) گرم؛ روی بدن به غیر از خط جانبی یک خط منحنی دیگر هم زیر آن قرار دارد؛ به هنگام جفتگیری و تخم ریزی در روی خط جانبی نوارهای تیره رنگی که از پیش سر پوش آبششی تا قاعده باله دمی امتداد دارد ظاهر می‌شود. دارای روده کوتاهی است.

## تغذیه
پلانکتونها و حشرات

## بیولوژی
ماهی خیاطه به صورت دسته جمعی در آبهای زلال رود خانه‌ها یا قنات‌هایی با جریان سریع مشاهده می‌شوند. تخم ریزی در اردیبهشت و اوایل تیر ماه صورت می‌گیرد.
ارزش اقتصادی: ماهی خیاطه فاقد ارزش اقتصادی است.